# Luch
 La Oficina de Diseño Estatal de Kiev "Luch" (ucraniano: Державне Київське конструкторське бюро «Луч»), ubicada en Kiev, Ucrania, es una importante diseñadora ucraniana de componentes para la industria de defensa.
La empresa colabora estrechamente con la sociedad de cartera Artem, también situada en Kiev. Artem es la principal fabricante de los modelos desarrollados por Luch.
La compañía se estableció por primera vez en Ucrania en 1965 y rápidamente se convirtió en una diseñadora soviética líder de sistemas de control automatizado y sistemas de diagnóstico en ingeniería de aviación.

## Productos
Lista de productos

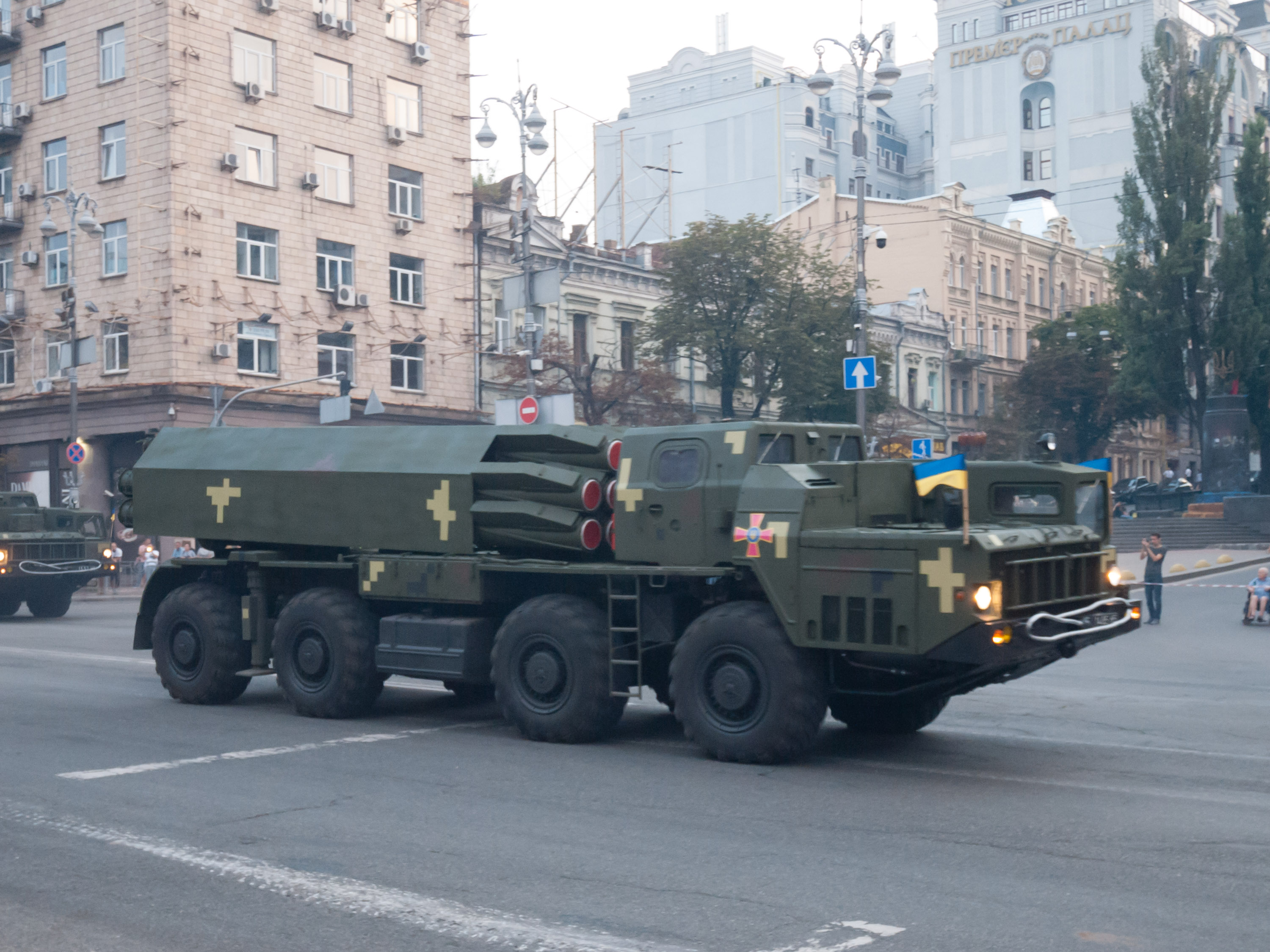
Vilkha MLRS

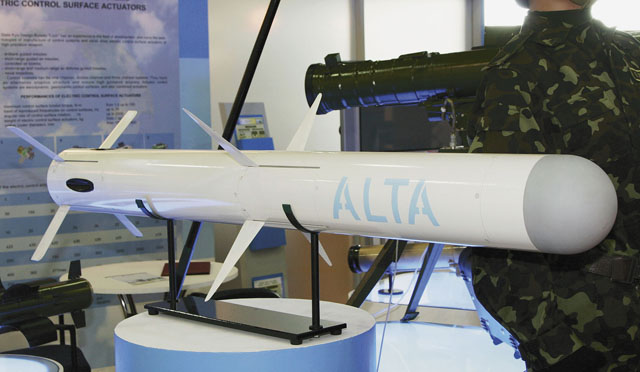
Alta ATGM

- Varios tipos de misiles guiados antitanque (ATGM), sistemas de armas antitanque, lanzacohetes múltiples (MLRS), armas lanzadas desde el aire y sistemas de armas guiadas navales.[1]
- Sistemas de control de vuelo, bloques de mecanismos de gobierno eléctricos y otros componentes para armamento de precisión guiada.
- Sistemas de control automático y sistemas para el diagnóstico guiado de armas de precisión.
- Modernización de los sistemas de control de armas de aviación.
- Prolongación de la vida útil y restauración de armas de precisión guiadas.
- Sistemas telemétricos para ensayos guiados de munición.
- Sistemas electrónicos ópticos para tanques y cañones de artillería, medición del ángulo de flexión del cañón.
- Y varios otros productos.

### Ejemplos

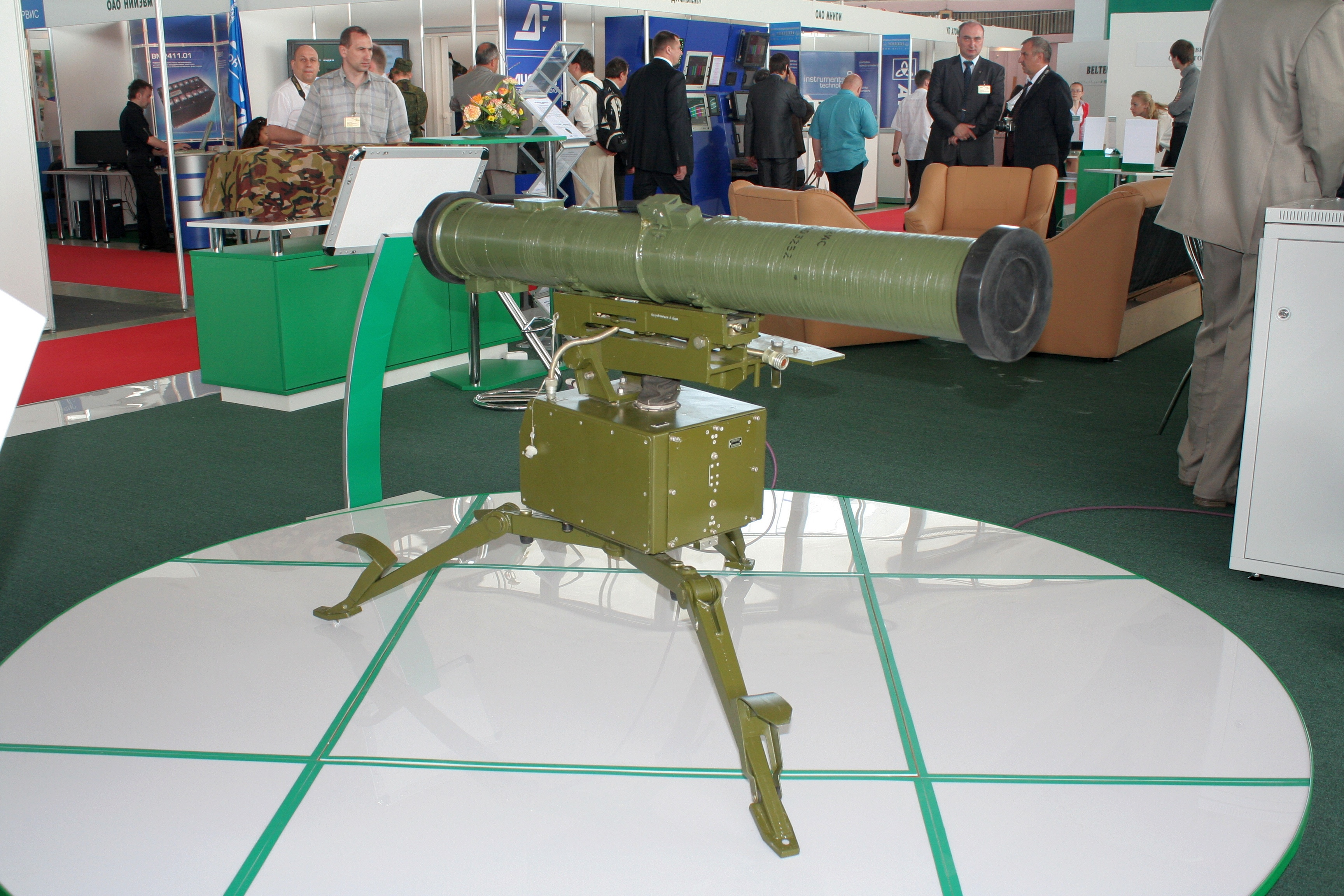
Un Skif ATGM en un trípode

- R-360 Neptuno
- Skif ATGM
- RK-3 Corsar ATGM
- Barrier ATGM
- Stuhna ATGM
- Alta ATGM
- Vilkha MLRS